# Karol Dudij
Karol Dudij (ur. 24 sierpnia 1970 w Bartoszycach) – polski lekkoatleta średniodystansowiec.

## Osiągnięcia
Specjalizował się w biegu na 1500 metrów. Startował na mistrzostwach świata w 1991 w Tokio, gdzie odpadł w eliminacjach na tym dystansie. Odpadł w eliminacyjnym biegu na 800 metrów podczas mistrzostw Europy juniorów (1989), w 1993 wygrał bieg na 1500 m w zawodach I ligi pucharu Europy.
Był mistrzem Polski na 1500 metrów w 1992 oraz wicemistrzem w tej konkurencji w 1993 i 1994.
Był zawodnikiem AZS-AWF Gdańsk. Jest absolwentem AWFiS w Gdańsku. Ukończył również dwa roczne kursy managementu w ICAN Institute. W lipcu 2010 został Dyrektorem Pionu Zakupów i Sprzedaży spółki Action S.A.

## Rekordy życiowe
źródła wyników:
Na stadionie
- bieg na 800 metrów – 1:47,25 s. (16 czerwca 1991, Warszawa)
- bieg na 1000 metrów – 2:24,30 s. (28 lipca 1988, Sopot)
- bieg na 1500 metrów – 3:38,18 s. (5 sierpnia 1991, Malmö) – 16. wynik w historii polskiej lekkoatletyki

W hali
- bieg na 1500 metrów – 3:53,17 s. (16 lutego 1992, Spała)